# 震颤素
震颤素（英語：Tremorine）是一种在科学研究中使动物产生震颤的药物。这种物质被用于开发治疗帕金森病的药物，因为震颤是帕金森病的主要症状之一。β受体阻滞剂也能有效抵消震颤素的影响。
震颤素是由埃弗里特等人于1956—57年首先报道的。